# Coppa Iberica 2023 (pallavolo maschile)
La Coppa Iberica 2023, 1ª edizione dell'omonima competizione, si è svolta dal 23 al 24 settembre 2023: al torneo hanno partecipato quattro squadre di club tra portoghesi e spagnole e la vittoria finale è andata per la prima volta al Guaguas.

## Formula
La formula ha previsto semifinali, finale terzo posto e finale.

## Squadre partecipanti
| Squadra          | Qualificazione                                                  |
| ---------------- | --------------------------------------------------------------- |
| Benfica          | Vincitrice Coppa di Portogallo 2022-23/Primeira Divisão 2022-23 |
| Sporting Lisbona | Vincitrice Coppa della Federazione 2022-23                      |
| Guaguas          | Vincitrice Superliga de Voleibol 2022-23                        |
| Río Duero Soria  | Vincitrice Coppa del Re 2022-23                                 |

## Torneo
|  | Semifinali       | Semifinali |         |         | Finale           | Finale          |  |
|  |                  |            |         |         |                  |                 |  |
|  | Benfica          | 3          |         |         |                  |                 |  |
|  | Benfica          | 3          |         |         |                  |                 |  |
|  | Río Duero Soria  | 0          |         |         |                  |                 |  |
|  | Río Duero Soria  | 0          |         | Benfica | 2                |                 |  |
|  |                  |            |         | Benfica | 2                |                 |  |
|  |                  |            | Guaguas | 3       |                  |                 |  |
|  | Guaguas          | 3          | Guaguas | 3       |                  |                 |  |
|  | Guaguas          | 3          |         |         |                  |                 |  |
|  | Sporting Lisbona | 2          |         |         | Finale 3º posto  | Finale 3º posto |  |
|  | Sporting Lisbona | 2          |         |         |                  |                 |  |
|  |                  |            |         |         |                  |                 |  |
|  |                  |            |         |         | Río Duero Soria  | 1               |  |
|  |                  |            |         |         | Río Duero Soria  | 1               |  |
|  |                  |            |         |         | Sporting Lisbona | 3               |  |

### Semifinali
| 23 settembre 2023 Centro Insular de Deportes, Las Palmas Durata: 1h:22 - Spettatori: 50  | Benfica | 3 - 0 | Río Duero Soria  | 25-18, 25-21, 27-25               |
| 23 settembre 2023 Centro Insular de Deportes, Las Palmas Durata: 2h:05 - Spettatori: 200 | Guaguas | 3 - 2 | Sporting Lisbona | 23-25, 25-16, 25-22, 23-25, 15-13 |

### Finale 3º posto
| 24 settembre 2023 Centro Insular de Deportes, Las Palmas Durata: 2h:16 - Spettatori: 250 | Río Duero Soria | 2 - 3 | Sporting Lisbona | 26-24, 20-25, 23-25, 25-22, 13-15 |

### Finale
| 24 settembre 2023 Centro Insular de Deportes, Las Palmas Durata: 1h:50 - Spettatori: 400 | Benfica | 1 - 3 | Guaguas | 23-25, 22-25, 25-19, 18-25 |

## Classifica finale
| Pos | Squadra          |
| --- | ---------------- |
| Oro | Guaguas          |
| 2   | Benfica          |
| 3   | Sporting Lisbona |
| 4   | Río Duero Soria  |